# Flying the Foam and Some Fancy Diving
Pour plus de détails, voir Fiche technique et Distribution.
Flying the Foam and Some Fancy Diving est un film muet britannique réalisé par James Williamson, sorti en 1906.

## Fiche technique
- Titre original : Flying the Foam and Some Fancy Diving
- Réalisation : James Williamson
- Production :  Williamson Kinematograph Company
- Pays d'origine : Grande-Bretagne
- Format : Noir et blanc
- Durée : 1 minute 40 secondes
- Lieu de tournage : Jetée de Brighton (Brighton, Sussex de l'Est)

## Distribution
- 'Professor' Reddish